# Isoporostreptus pittieri
Isoporostreptus pittieri är en mångfotingart som beskrevs av Hoffman 1953. Isoporostreptus pittieri ingår i släktet Isoporostreptus och familjen Spirostreptidae. Inga underarter finns listade i Catalogue of Life.